# Ecnomus kerema
Ecnomus kerema är en nattsländeart som beskrevs av Cartwright 1990. Ecnomus kerema ingår i släktet Ecnomus och familjen trattnattsländor. Inga underarter finns listade i Catalogue of Life.